# Оранжевое горлышко
«Оранжевое горлышко» — советский рисованный мультипликационный фильм 1954 года. Экранизацию одноимённой сказки Виталия Бианки создали режиссёры Александра Снежко-Блоцкая и Владимир Полковников.

## Сюжет
Две пары куропаток, Бровкины и Подковкины, выводят по двенадцать птенцов. Подковкины знакомятся с Жаворонком, а обоих Бровкиных убивает сокол (в сказке — ястребиха). Жена Подковкина, Оранжевое Горлышко, решает усыновить птенцов как своих собственных. Осенью она приводит на собрание куропаток двадцать четыре птенца, и её выбирают главной курочкой.

## Создатели
| Сценарий                   | Николай Эрдман |
| Режиссёры:                 | Владимир Полковников, Александра Снежко-Блоцкая |
| Художники-постановщики:    | Надежда Строганова, М. Алексеев |
| Художники-мультипликаторы: | Фёдор Хитрук, Татьяна Таранович, Рената Миренкова, Игорь Подгорский, Борис Бутаков, Фаина Епифанова, Вячеслав Котёночкин, Борис Меерович, Лев Попов                      |
| Художники-декораторы:      | Вера Роджеро, Елена Танненберг, Галина Невзорова |
| Композитор                 | Юрий Никольский |
| Оператор                   | Михаил Друян |
| Звукооператор              | Николай Прилуцкий |
| Технический ассистент      | Галина Любарская |
| Ассистент по монтажу       | Н. Аравина |
| Роли озвучивали:           | Мария Бабанова — Жаворонок, Георгий Вицин — петух Подковкин, Ирина Гошева, Юрий Медведев — петух Бровкин, Валентина Телегина, Галина Новожилова, Юлия Юльская — цыплёнок |

## Переозвучивание
В 2001 году мультфильм был отреставрирован и заново переозвучен компаниями ООО «Студия АС» и ООО «Детский сеанс 1». В новой версии была полностью заменена фонограмма, к переозвучиванию привлечены современные актёры, в титрах заменены данные о звукорежиссёре и актёрах озвучивания. Переозвучка была негативно воспринята членами профессионального сообщества. Качество реставрации изображения также иногда подвергается критике.

### Озвучивание
- Владимир Конкин — петух Подковкин
- Юльен Балмусов — перепел
- Борис Токарев — жаворонок
- Ирина Маликова — Оранжевое Горлышко
- Жанна Балашова
- Александр Котов — петух Бровкин
- Виталий Ованесов

## О мультфильме
В первой половине 1950-х годов сняты такие знаменитые ленты, как «Сказка о рыбаке и рыбке» (1950) и «Каштанка» (1952) М. М. Цехановского, «Аленький цветочек» (1952) и «Золотая антилопа» (1954) Л. К. Атаманова, «Дедушка и внучек» (1950) А. В. Иванова, «Оранжевое горлышко» В. И. Полковникова и А. Г. Снежко-Блоцкой и др.— Георгий Бородин